# シャクシゴケ
シャクシゴケ (Cavicularia densa) は、ウスバゼニゴケ目に分類される苔類。本種のみでシャクシゴケ属（Cavicularia）を構成する。

## 分布
北海道から九州までの日本。日本固有種で、シャクシゴケ属も日本固有である。

## 特徴
葉状体は暗緑色でうすく、裂片は小さい。
葉状体には小さな黒い点が一定間隔をあけて二列に並んでいる。黒点部分は2層の細胞で囲まれた腔所で、中に藍藻がコロニーを作って共生している。腔所の上から枝分かれする管のような毛がコロニーに入り込む。毛の中には原形質がある。毛先は丸い。。
シャクシゴケと共生している藍藻はネンジュモの1種であるが、実験的に他の植物などから抽出したネンジュモを移植しても、共生関係が再構築される。葉状体の先端には三日月型の凹みがあり、そこに無性芽をつけて繁殖する。
またシャクシゴケの植物体には、フェノール性の化合物であるカビクラリン(Cavicularin) を含む。この物質は他の生物からは知られていない。

## 近縁種
同じウスバゼニゴケ科のウスバゼニゴケに類似するが、ウスバゼニゴケはとっくり型の容器を形成し、その中に無性芽をつくるため、シャクシゴケと区別できる。